# Plasmarón
En física de partículas, un plasmarón es una cuasipartícula surgida en un sistema que tiene interacciones plasmón-electrón fuertes. Está formada por interacciones cuasipartícula-cuasipartícula, ya que los agujeros de plasmones y electrones son modos colectivos de tipos distintos. Ha sido observado recientemente en grafeno y bismuto.